# Sphenoraia punctipennis
Sphenoraia punctipennis (лат.) — вид жуков-листоедов рода Sphenoraia из подсемейства Козявки (Hylaspini, Galerucinae).

## Распространение
Встречается в Китае (Xizang).

## Описание
Мелкие жуки-листоеды. Самец: длина 6,0 мм, ширина 3,4 мм. Голова, переднеспинка и щитик черновато-зелёные, усики, надкрылья, ноги и вентральная поверхность тела коричневые; эпиплевры надкрылий от основания до подкрылий жёлтые, с жёлтой серединой шва, соединённые жёлтыми полосами от основания до вершины каждого надкрылья. Вид был впервые описан в 1992 году.